# Jorginho (futbolista nacido en 1991)
Jorge Luiz Frello Filho (Imbituba, Santa Catarina, Brasil, 20 de diciembre de 1991), más conocido como Jorginho, es un futbolista ítalo-brasileño que juega como centrocampista en el C. R. Flamengo del Campeonato Brasileño de Serie A.
Emigró a Italia a los 15 años, formándose en la cantera del Hellas Verona F. C., equipo con el que debutó profesionalmente en 2009. Durante la temporada 2010-11 fue prestado a la Associazione Calcio Sambonifacese. En enero de 2014 se unió al S. S. C. Napoli, donde logró ganar la Copa y Supercopa de Italia. Totalizó 160 partidos jugados en el club antes de ser transferido al Chelsea F. C. en 2018, donde consiguió la Liga Europa de la UEFA en su primera temporada, y la Liga de Campeones de la UEFA durante la temporada 2020-21.
A nivel internacional, ha representado a Italia desde 2016. Fue titular del equipo campeón de la Eurocopa 2020, y parte del Equipo del Torneo. En 2021 fue galardonado como el Jugador del Año de la UEFA y finalizó tercero en la votación por el Balón de Oro.
Tras ganar la Eurocopa 2020 fue galardonado por Sergio Mattarella y la Orden al Mérito de la República Italiana.

## Primeros años
Jorginho nació en Imbituba, Santa Catarina, Brasil, pero inmigraría a Italia a los 15 años de edad. Al ser de ascendencia italiana por parte de su bisabuelo paterno Giacomo Frello, quien es nativo de Lusiana, Véneto, posee ciudadanía italiana.
Le ha dado crédito a su madre por haber alentado su amor por el fútbol.
Ha mencionado al exfutbolista rumano Gheorghe Hagi como su ídolo de la infancia, y por quien sus amigos solían apodarlo Haginho.

## Trayectoria

### Inicios
Se formaría en la cantera del Hellas Verona Football Club, iniciando su carrera en el Campionato Nazionale Dante Berretti para juveniles, durante ese tiempo viviría junto a otros compañeros en un antiguo monasterio, y siendo pagado con 20 euros a la semana.
Sería cedido a préstamo al Sassuolo, para que disputara un Torneo de Viareggio, y al A. C. Sambonifacese, donde jugó por una temporada de la Lega Pro Seconda Divisione (cuarta categoría italiana), totalizando 31 presencias y marcando un gol.
El 4 de febrero de 2011 hizo su debut en la Serie B con el Verona. El 24 de agosto de 2013 debutó en la Serie A en un partido contra el Milan, que terminó con marcador de 2 a 1 en favor de los gialloblù.

### S. S. C. Napoli

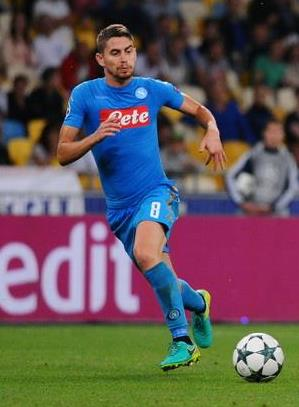
Jorginho jugando por el Napoli en 2016.

El 18 de enero de 2014 fichó por el Napoli italiano. Debutó el 23 de enero ante el Chievo Verona, reemplazando a Blerim Džemaili en el minuto 56. Cuatro días después disputó su primer partido como titular en el mediocampo napolitano contra el Lazio, en los cuartos de final de Copa Italia. Marcó su primer gol con la camiseta azzurra en la vuelta de la semifinal de Copa Italia contra el Roma. El 3 de mayo se proclamó campeón de la Copa Italia 2013-14, jugando los 90 minutos de la final.

### Inglaterra
En 2018 se convirtió en nuevo jugador del Chelsea F. C. Según la prensa, el traspaso del jugador habría costado al club inglés 60 millones de euros, más 3 millones en bonificaciones. Debutó con los blues el 5 de agosto, jugando el partido de la Community Shield, trofeo que perdieron 0-2 ante el Manchester City. Seis días después, jugó su primer partido de la Premier League, en el que marcó un penalti en la victoria por 3-0 ante el Huddersfield Town.
Fue elegido mejor jugador de Europa la temporada 2020-21, superando al belga Kevin De Bruyne del Manchester City y a su compañero del Chelsea, el centrocampista francés Kanté, en la votación realizada por un jurado especial de la UEFA. Jugó 43 partidos con el equipo inglés durante el año, anotando ocho goles y contribuyendo con dos asistencias. En la Eurocopa, jugó los siete partidos de la campaña victoriosa de Italia.
En cuatro temporadas y media disputó 213 partidos, marcó 29 goles y ganó cuatro títulos internacionales con el club, la Liga de Campeones de la UEFA 2020-21, la Liga Europa de la UEFA, la Supercopa de la UEFA y el Mundial de Clubes de la FIFA.
El 31 de enero de 2023, a unos meses de quedar libre al expirar su contrato, fue traspasado al Arsenal F. C. Hizo su debut el 4 de febrero como suplente en la derrota por 1-0 ante el Everton F. C. El 29 de noviembre de 2023, marcó su primer gol con el Arsenal F. C., anotando un penalti en la victoria por 6-0 sobre el R. C. Lens en la Liga de Campeones.
El 9 de mayo de 2024 firmó una extensión de su contrato. Un año después, el 27 de mayo de 2025, anunció su salida del club londinense después de dos temporadas y media. Jugó un total de 79 partidos con los gunners, anotando dos goles y dando tres asistencias.

### Brasil
El 6 de junio de 2025, tras haber rescindido su contrato con el Arsenal F. C., fichó por C. R. Flamengo hasta 2028. En esos tres años, entre salarios y bonificaciones, se estimaba que cobraría unos 13 millones de euros libres de impuestos, que supondría un gasto bruto de aproximadamente 16 millones de euros. El 16 de junio debutó en la victoria por 2-0 sobre el Espérance de Tunis, en la primera jornada del grupo D del Mundial de Clubes. En los octavos de final del torneo, frente al Bayern de Múnich, consiguió su primer gol con el equipo, pero este no sirvió para evitar la derrota y la eliminación.
El 12 de julio tuvo su primera oportunidad de jugar en el fútbol brasileño en la victoria 2-0 del Flamengo sobre el São Paulo F. C. en Maracaná, para el campeonato brasileño. Jugó 11 partidos antes de debutar en la Copa Libertadores. El partido terminó 1-0 a favor contra el S. C. Internacional, en los octavos de final.

## Selección nacional
El 16 de octubre de 2012 fue convocado por el seleccionador de la selección sub-21 italiana Devis Mangia.
El 19 de marzo de 2016 fue incluido en la lista de Antonio Conte para dos amistosos de la selección absoluta ante España (disfrutando de 10 minutos de la segunda parte en un partido disputado en la ciudad italiana de Udine que acabó en tablas) y Alemania (sin disputar un solo minuto).

### Participaciones en Eurocopas
| Copa          | Sede     | Resultado        | Partidos | Goles |
| ------------- | -------- | ---------------- | -------- | ----- |
| Eurocopa 2020 | Europa   | Campeón          | 7        | 0     |
| Eurocopa 2024 | Alemania | Octavos de final | 3        | 0     |

## Estadísticas

### Clubes
Actualizado al último partido disputado el 13 de agosto de 2025.
| Club                         | Div.          | Temporada     | Liga  | Liga  | Liga   | Copas nacionales | Copas nacionales | Copas nacionales | Copas internacionales | Copas internacionales | Copas internacionales | Total | Total | Total  |
| Club                         | Div.          | Temporada     | Part. | Goles | Asist. | Part.            | Goles            | Asist.           | Part.                 | Goles                 | Asist.                | Part. | Goles | Asist. |
| ---------------------------- | ------------- | ------------- | ----- | ----- | ------ | ---------------- | ---------------- | ---------------- | --------------------- | --------------------- | --------------------- | ----- | ----- | ------ |
| Hellas Verona F. C. · Italia | 3.ª           | 2009-10       | 0     | 0     | 0      | 4                | 0                | 0                | —                     | —                     | —                     | 4     | 0     | 0      |
| A. C. Sambonifacese · Italia | 4.ª           | 2010-11       | 31    | 1     | 0      | 2                | 0                | 0                | —                     | —                     | —                     | 33    | 1     | 0      |
| A. C. Sambonifacese · Italia | Total club    | Total club    | 31    | 2     | 0      | 2                | 0                | 0                | 0                     | 0                     | 0                     | 33    | 1     | 0      |
| Hellas Verona F. C. · Italia | 2.ª           | 2011-12       | 32    | 2     | 3      | 1                | 0                | 0                | —                     | —                     | —                     | 33    | 2     | 3      |
| Hellas Verona F. C. · Italia | 2.ª           | 2012-13       | 41    | 2     | 2      | 3                | 0                | 0                | —                     | —                     | —                     | 44    | 2     | 2      |
| Hellas Verona F. C. · Italia | 1.ª           | 2013-14       | 18    | 7     | 3      | 1                | 0                | 0                | —                     | —                     | —                     | 19    | 7     | 3      |
| Hellas Verona F. C. · Italia | Total club    | Total club    | 91    | 11    | 8      | 9                | 0                | 0                | 0                     | 0                     | 0                     | 100   | 11    | 8      |
| S. S. C. Napoli · Italia     | 1.ª           | 2013-14       | 15    | 0     | 1      | 4                | 1                | 0                | —                     | —                     | —                     | 19    | 1     | 1      |
| S. S. C. Napoli · Italia     | 1.ª           | 2014-15       | 23    | 0     | 0      | 2                | 1                | 0                | 8                     | 0                     | 0                     | 33    | 1     | 0      |
| S. S. C. Napoli · Italia     | 1.ª           | 2015-16       | 35    | 0     | 4      | 1                | 0                | 0                | 2                     | 0                     | 2                     | 38    | 0     | 6      |
| S. S. C. Napoli · Italia     | 1.ª           | 2016-17       | 27    | 0     | 3      | 0                | 0                | 0                | 4                     | 0                     | 0                     | 31    | 0     | 3      |
| S. S. C. Napoli · Italia     | 1.ª           | 2017-18       | 33    | 2     | 4      | 1                | 0                | 0                | 5                     | 2                     | 0                     | 39    | 4     | 4      |
| S. S. C. Napoli · Italia     | Total club    | Total club    | 133   | 2     | 12     | 8                | 2                | 0                | 19                    | 2                     | 2                     | 160   | 6     | 14     |
| Chelsea F. C. Inglaterra     | 1.ª           | 2018-19       | 37    | 2     | 0      | 6                | 0                | 0                | 11                    | 0                     | 0                     | 54    | 2     | 0      |
| Chelsea F. C. Inglaterra     | 1.ª           | 2019-20       | 31    | 4     | 2      | 5                | 0                | 0                | 8                     | 3                     | 0                     | 44    | 7     | 2      |
| Chelsea F. C. Inglaterra     | 1.ª           | 2020-21       | 28    | 7     | 1      | 3                | 0                | 0                | 12                    | 1                     | 1                     | 43    | 8     | 2      |
| Chelsea F. C. Inglaterra     | 1.ª           | 2021-22       | 29    | 6     | 2      | 8                | 1                | 0                | 10                    | 2                     | 2                     | 47    | 9     | 4      |
| Chelsea F. C. Inglaterra     | 1.ª           | 2022-23       | 18    | 2     | 0      | 1                | 0                | 0                | 6                     | 1                     | 0                     | 25    | 3     | 0      |
| Chelsea F. C. Inglaterra     | Total club    | Total club    | 143   | 21    | 5      | 23               | 1                | 0                | 47                    | 7                     | 3                     | 213   | 29    | 8      |
| Arsenal F. C. Inglaterra     | 1.ª           | 2022-23       | 14    | 0     | 1      | ―                | ―                | ―                | 2                     | 0                     | 0                     | 16    | 0     | 1      |
| Arsenal F. C. Inglaterra     | 1.ª           | 2023-24       | 24    | 0     | 2      | 3                | 0                | 0                | 9                     | 1                     | 0                     | 36    | 1     | 2      |
| Arsenal F. C. Inglaterra     | 1.ª           | 2024-25       | 15    | 0     | 0      | 6                | 0                | 0                | 6                     | 1                     | 0                     | 27    | 1     | 0      |
| Arsenal F. C. Inglaterra     | Total club    | Total club    | 53    | 0     | 3      | 9                | 0                | 0                | 17                    | 2                     | 0                     | 79    | 2     | 3      |
| C. R. Flamengo · Brasil      | 1.ª           | 2025          | 6     | 0     | 0      | 1                | 0                | 0                | 5                     | 1                     | 2                     | 12    | 1     | 2      |
| C. R. Flamengo · Brasil      | Total club    | Total club    | 6     | 0     | 0      | 1                | 0                | 0                | 5                     | 1                     | 2                     | 12    | 1     | 2      |
| Total carrera                | Total carrera | Total carrera | 457   | 35    | 28     | 52               | 3                | 0                | 88                    | 12                    | 7                     | 597   | 50    | 35     |
| 1. 2.                        |               |               |       |       |        |                  |                  |                  |                       |                       |                       |       |       |        |

## Palmarés

### Títulos nacionales
| Título              | Equipo          | País       | Año     |
| ------------------- | --------------- | ---------- | ------- |
| Copa Italia         | S. S. C. Napoli | Italia     | 2013-14 |
| Supercopa de Italia | S. S. C. Napoli | Italia     | 2014    |
| Community Shield    | Arsenal F. C.   | Inglaterra | 2023    |

### Títulos internacionales
| Título                            | Equipo              | Sede    | Año     |
| --------------------------------- | ------------------- | ------- | ------- |
| Liga Europa de la UEFA            | Chelsea F. C.       | Bakú    | 2018-19 |
| Liga de Campeones de la UEFA      | Chelsea F. C.       | Oporto  | 2020-21 |
| Eurocopa                          | Selección de Italia | Europa  | 2020    |
| Supercopa de la UEFA              | Chelsea F. C.       | Belfast | 2021    |
| Copa Mundial de Clubes de la FIFA | Chelsea F. C.       | EAU     | 2021    |

### Distinciones individuales
| Distinción                          | Año  |
| ----------------------------------- | ---- |
| Equipo del Torneo de la Eurocopa    | 2020 |
| Jugador del Año de la UEFA          | 2021 |
| Incluido en el FIFA/FIFPro World XI | 2021 |
| Tercer lugar en Balón de Oro        | 2021 |